# Thea Garrett
Thea Garrett (Tarxien, 15. ožujka 1992.) malteška je pjevačica koja je predstavljala Maltu na Euroviziji 2010. s pjesmom "My Dream".

## Eurovizija 2010.
Dana 20. veljače 2010. pobijedila je na malteškom nacionalnom izboru za predstavnika na Pjesmi Eurovizije s pjesmom "My Dream". U prvom polufinalu 25. svibnja 2010. je završila 12. s 45 boda i nije se uspjela plasirati u finale.

## Diskografija
- "My Dream" (2010.)
- "Front Line" (2011.)[1]
- "In Our Love" (feat. Marcin Mroziński) (2011.)[2]